# Jeon Man-Bae
Jeon Man-Bae es un deportista surcoreano que compitió en judo. Ganó una medalla de oro en el Campeonato Asiático de Judo de 1991, en la categoría de –78 kg.

## Palmarés internacional
| Campeonato Asiático | Campeonato Asiático | Campeonato Asiático | Campeonato Asiático |
| Año                 | Lugar               | Medalla             | Categoría           |
| ------------------- | ------------------- | ------------------- | ------------------- |
| 1991                | Osaka (Japón)       | Medalla de oro      | –78 kg              |